# Bawn

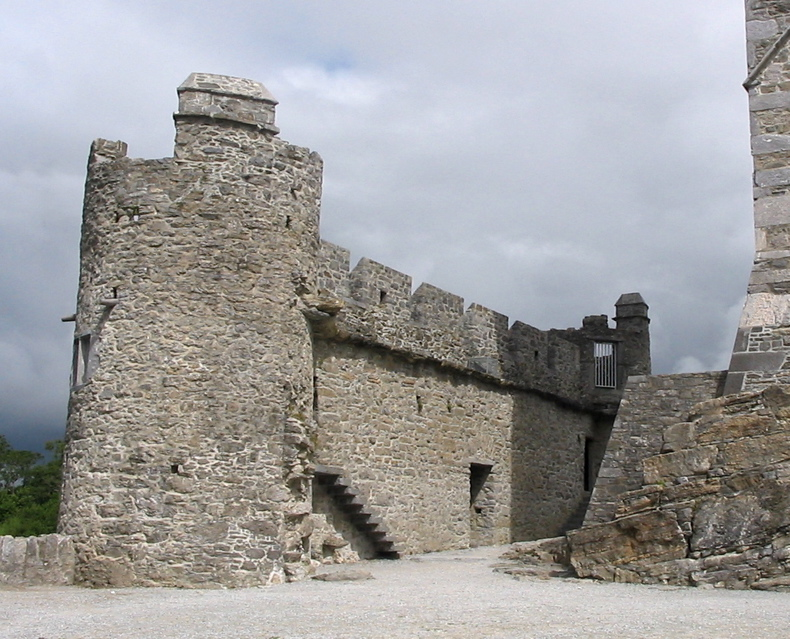
Resti del muro bawn del castello Ross. Si possono notare le due torri difensive alle estremità

Un bawn è un muro difensivo che circonda una casatorre irlandese. Si tratta di una versione anglicizzata del termine irlandese badhún, che significa "fortificazione per il bestiame": il suo obiettivo originale era quello di proteggere gli animali nel corso di un attacco.